# Bathyclarias
Bathyclarias is een geslacht van straalvinnige vissen uit de familie van de kieuwzakmeervallen (Clariidae).

## Soorten
- Bathyclarias atribranchus (Greenwood, 1961)
- Bathyclarias euryodon Jackson, 1959
- Bathyclarias foveolatus (Jackson, 1955)
- Bathyclarias filicibarbis Jackson, 1959
- Bathyclarias longibarbis (Worthington, 1933)
- Bathyclarias nyasensis (Worthington, 1933)
- Bathyclarias rotundifrons Jackson, 1959
- Bathyclarias worthingtoni Jackson, 1959